# Риспай
Риспа́й (каз. Рыспай) — село у складі Костанайського району Костанайської області Казахстану. Входить до складу Зарічного сільського округу.
Населення — 288 осіб (2021; 486 у 2009, 444 у 1999, 457 у 1989).